# Hallov pojav
Hallov pojav je nastanek električne napetosti med stenama tokovodnika, ki ga postavimo v magnetno polje.
Če teče električni tok po vodniku v magnetnem polju, se nabiti delci gibljejo in nanje deluje magnetna sila.
Zaradi te sile se nabiti delci kopičijo na eni strani vodnika, primanjkljaj teh nabitih delcev na nasprotni strani
pa povzroči da se tam zberejo delci nasprotnega naboja in zato nastane električno polje v vodniku.
Ustvari se neka napetost - Hallova napetost, katero lahko merimo in na podlagi jakosti Hallove napetosti
lahko izračunamo gostoto magnetnega polja v kateri eksperiment poteka.
{\displaystyle U=k*B}
- U - Hallova napetost,
- k - koeficient sonde Hallovega merilnika,
- B - gostota mag.polja